# Erinaceus
Erinaceus Linnaeus, 1758 è un genere di mammiferi erinaceomorfi della famiglia Erinaceidae.

## Tassonomia
Comprende le seguenti specie:
- E. amurensis - riccio dell'Amur
- E. concolor - riccio dal petto bianco meridionale
- E. europaeus - riccio europeo occidentale
- E. roumanicus - riccio dal petto bianco settentrionale

## Biologia

### Autosputo

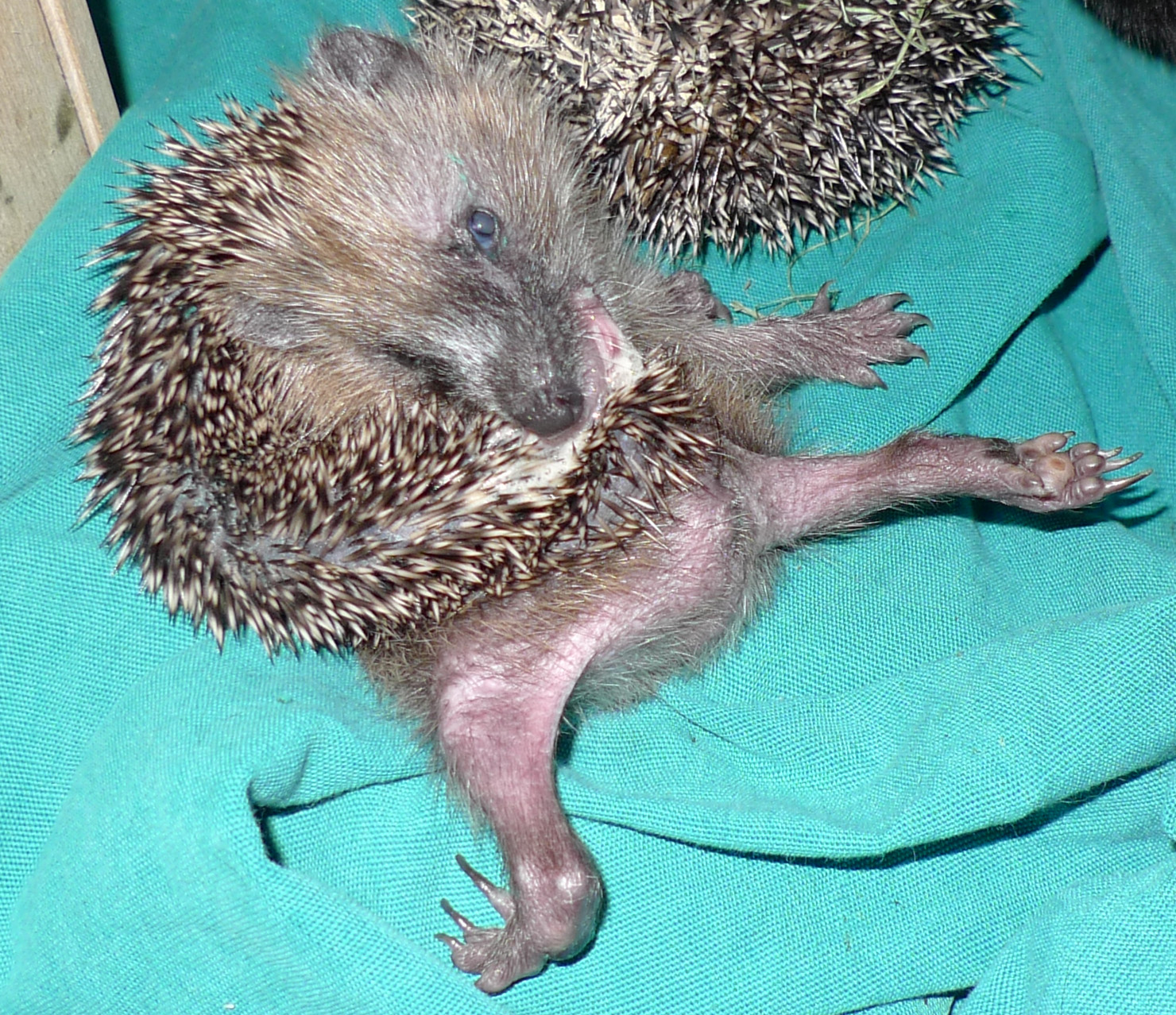
L'operazione di autosputo

L'autosputo è un comportamento, tipico delle varie specie di Erinaceus, al quale non è stata ancora trovata una spiegazione di carattere scientifico.
L'animale pratica l'autosputo cospargendosi abbondantemente di saliva gli aculei sui fianchi, generalmente dopo aver annusato o masticato sostanza di natura astringente o con odore o sapore molto marcato come mozziconi di sigari e di sigarette, cuoio, pelle di rospo e vernice: tuttavia esso può praticare tale azione anche di punto in bianco, come dimostra il fatto che già i cuccioli di una settimana di vita, ciechi e sordi, possano praticare l'autosputo.
Questo processo è reso possibile tramite l'utilizzo di un organo dedicato, detto organo di Jacobson, che provoca l'ipersalivazione ed è situato sopra la volta palatina dura.
L'utilità che l'animale ricava da questo gesto è ancora sconosciuta: essa infatti non ha effetti sulla pulizia del corpo, né tiene lontano i numerosi parassiti cutanei dai quali esso può essere tormentato.
Alcuni autori ritengono che l'autosputo aumenti le difese del riccio, in quanto renda gli aculei blandamente veleniferi grazie alla flora batterica che prolifera nella saliva; altri pensano che tale gesto abbia la funzione di richiamo sessuale, in relazione al fine olfatto dei ricci.

## Alimentazione
Tutti gli Erinaceus sono predatori principalmente insettivori. Non è raro tuttavia che gli adulti si nutrano anche di serpenti, uova e altri piccoli mammiferi.